# مارتا نیرداکیویچ
مارتا نیرداکیویچ (لهستانی: Marta Nieradkiewicz؛ زادهٔ ۲۱ ژوئن ۱۹۸۱) بازیگر اهل لهستان است.
از فیلم‌ها یا مجموعه‌های تلویزیونی که وی در آن‌ها نقش داشته‌است، می‌توان به بدون پنهان‌کاری، از روی عشق، سیل، نشانه‌گذاری‌شده، فرابنفش، چشمانت را باز کن، یولیا، قانون حقیقی، قرارداد، در خوشی و سختی، پدر متیو و رنگ‌های خوشبختی اشاره نمود.